# Jules Quinaud
Jules Quinaud, né le 16 mai 1854 à Bordeaux et mort le 18 mars 1910 à Paris, est un fonctionnaire, journaliste et militant politique français.

## Biographie
Né à Bordeaux le 16 mai 1854, Jules-Anatole Quinaud est le fils de Marguerite-Léontine Quinaud, née Poutier, et de Jean-Achille Quinaud, magasinier.
Le 1er novembre 1873, Quinaud entre au ministère de la Marine. Commis-rédacteur de 2e classe au sein de cette administration, il est nommé officier d'académie le 30 décembre 1886.
Le 19 septembre 1887, il épouse Louise-Marie-Julie Massol, l'une des filles du colonel Jules-Ferdinand Massol (1829-1891), commandant de la Garde républicaine. L'un des témoins du marié est le député radical Charles-Ange Laisant, qui l'emploie comme secrétaire depuis 1878.
Laisant étant devenu l'une des principales personnalités du mouvement boulangiste, l'amiral Krantz, ministre de la Marine et des Colonies, convoque Quinaud pour le sommer de ne plus se mêler de politique. Ayant refusé de se plier à cette injonction, il est révoqué de son poste au ministère à la fin du mois de juillet 1889.
Présenté par les boulangistes comme une victime de son dévouement à la cause, Jules Quinaud se porte candidat dans le 16e arrondissement de Paris (il habite au 150 de l'avenue Victor-Hugo) lors des élections législatives de la même année. Au soir du premier tour, le 22 septembre, il arrive en première position, avec 3 973 voix, soit 30,7 % des suffrages exprimés, devant l'ancien député opportuniste Henri Marmottan (3 804 voix, soit 29,4 %), l'ancien député conservateur Louis Calla (2 327 voix, soit 18 %), le conseiller municipal républicain Léon Donnat (894 voix, soit 6,9 %) et quelques autres candidats. En vue du second tour, Calla se désiste, mais, « adversaire déclaré [...] de l'aventure boulangiste », il n'appelle pas à voter pour Quinaud. Ce dernier est battu de justesse au second tour, avec 5 686 voix, soit seulement 73 de moins que son concurrent Marmottan.
Quelques mois plus tard, Quinaud se présente aux élections municipales, à nouveau dans le 16e arrondissement (quartier des Bassins) et toujours avec l'investiture boulangiste. Il arrive encore en tête au premier tour, avec 1 272 voix, soit 40,1 % des suffrages exprimés, devant le républicain libéral Henri Davrillé des Essards (981 voix, soit 30,9 %) et le conseiller sortant radical Jacques de Bouteiller (912 voix, soit 28,75 %). En vue du second tour, Bouteiller se désiste en faveur de Davrillé des Essards, qui l'emporte ainsi face à son concurrent boulangiste, par 1 577 voix contre 1296.
Dès 1892 et pendant plusieurs années, Jules Quinaud est l'un des collaborateurs du Journal de Fernand Xau. Il collabore également au Soir.
Recommandé par plusieurs personnalités républicaines auprès du nouveau ministre de la Marine, Jean-Marie de Lanessan, Quinaud est réintégré dans son ancienne administration le 22 août 1899, soit dix ans après sa révocation, en étant nommé trésorier de 2e classe des invalides de la Marine à Narbonne.
Il meurt le 18 mars 1910 à l'hôpital du Val-de-Grâce.